# Сидельников, Пармений Михайлович
Пармений Михайлович Сидельников (1923—1991) — старший лейтенант Советской Армии, участник Великой Отечественной войны, Герой Советского Союза (1943).

## Биография
Пармений Сидельников родился 28 августа 1923 года в деревне Юрт-Константиновка (ныне — Яшкинский район Кемеровской области). Старший брат — Герой Советского Союза Василий Сидельников. После окончания семи классов школы работал в колхозе. В декабре 1941 года Сидельников был призван на службу в Рабоче-крестьянскую Красную Армию. С июня 1942 года — на фронтах Великой Отечественной войны.
К октябрю 1943 года гвардии сержант Пармений Сидельников был наводчиком 206-го гвардейского лёгкого артиллерийского полка 3-й гвардейской лёгкой артиллерийской бригады 1-й гвардейской артиллерийской дивизии 60-й армии Центрального фронта. Отличился во время битвы за Днепр. 6 октября 1943 года расчёт Сидельникова участвовал в боях на плацдарме на западном берегу Днепра в районе села Горностайполь Чернобыльского района Киевской области Украинской ССР, уничтожив 4 танка, 1 пулемёт, 1 миномёт и большое количество солдат и офицеров противника.
Указом Президиума Верховного Совета СССР от 17 октября 1943 года за «образцовое выполнение боевых заданий командования на фронте борьбы с немецкими захватчиками и проявленные при этом мужество и героизм» гвардии сержант Пармений Сидельников был удостоен высокого звания Героя Советского Союза с вручением ордена Ленина и медали «Золотая Звезда» за номером 3296.
В мае 1944 года Сидельников был демобилизован. В 1949—1956 годах вновь служил в Советской Армии, был уволен в запас в звании старшего лейтенанта. Проживал и работал сначала в Яшкино, затем в Риге. В 1969 году Сидельников окончил Высшие инженерно-экономические курсы. Умер 4 июня 1991 года, похоронен на Лесном кладбище Риги.
Был также награждён орденом Отечественной войны 1-й степени и рядом медалей.
В честь братьев Сидельниковых названы улица в Яшкино, школы в их родном селе и в Яшкино.